# Бахматов Максим Ісанович
Максим Ісанович Бахматов (творчий псевдонім — рос. Ледокол Бахматов, нар. 20 жовтня 1978, Усть-Камчатськ Камчатського краю РРФСР) — український підприємець і громадський діяч, радник Київського міського голови (2019—2020), керівний партнер інноваційного парку UNIT.City (2016—2019), голова правління корпоративного акселератора Radar Tech, гендиректор ВДНГ (2015—2017). У минулому телеведучий, автор, продюсер і резидент українського Comedy Club (2006—2007).
У вересні 2018 року увійшов до складу наглядової ради мережі кінотеатрів Multiplex.
З 20 вересня 2019 року призначений радником Київського міського голови зі стратегічних питань, інвестиційних питань, диджиталізації, інформаційних технологій, транспортної інфраструктури, архітектури та містобудування (на громадських засадах).
З січня 2025 року — керівник спілки стартапів та інвесторів Techosystem.

## Життєпис
Народився 20 жовтня 1978 року в Усть-Камчатську Камчатського краю РРФСР, де працювали батьки. Згодом родина переїхала до Львова. 1995 року закінчив середню школу № 84 у Львові.
2000 р. отримав диплом Київського міжнародного університету за спеціальністю «Міжнародна економіка»; у 2003-му — диплом МВА IMI. Навчаючись в університеті, 1998 року почав працювати в UMC. У 2002—2003 рр. працює директором з розвитку бізнесу в агентстві Leo Burnett. У 2003—2005 рр. — менеджер із продажу Samsung у країнах Балтії.
У 2005 році створив компанію UkrGameExport, яка займалася продюсуванням та просуванням комп'ютерних ігор.
У 2005 році він створює IT-компанію UkrGerman Enterprise (UGE) разом з колишнім однокласником Едуардом Зінгером.
2006 року створив Comedy Club Ukraine, українську філію російського Comedy Club, працював там до 2007 року.

### Державно-службова діяльність
18 червня 2015 року призначений виконувачем обов'язків генерального директора Національного експоцентру України Державного управління справами. У квітні 2016 року призначений Генеральним директором НЕУ.
Разом з командою Національного експоцентру України створив і реалізував попередню концепцію реорганізації комплексу.
21 березня 2017 року пішов з посади керівника експоцентру.
З квітня 2017 року став керуючим партнером інноваційного центру-містечка UNIT.City в Києві.
20 вересня 2019 року Київський міський голова Віталій Кличко підписав розпорядження про призначення Максима Бахматова радником мера на громадських засадах. 23 вересня, під час представлення Бахматова, Віталій Кличко назвав його «кризовим менеджером, який долучився до роботи в столичній владі».
26 травня 2025 року розпорядженням Президента України Володимира Зеленського призначений головою Деснянської районної в місті Києві державної адміністрації.

### Творчо-організаційна діяльність
Зі студентських років захоплюється творчим напрямком клубів кмітливих та винахідливих. У 1996—2005 рр. — директор і капітан команд КВК «ДИПКОРПУС», Збірна Києва-Кіровограда, Збірна Києва «АЛЯСКА», які отримали в цей час різноманітні почесні творчі нагороди і титули: Чемпіон Києва 1998 року, Чемпіон Відкритої Слобожанської Ліги-2001, 2003. Чемпіон Вищої Української Ліги 2005 року.
З лютого 2006 року він береться за розвиток проєкту Comedy Club Ukraine. У 2007 році Бахматов вийшов з проєкту для того, щоб займатися новими незалежними творчими телепроєктами.

## Відомі телепроєкти

### Comedy Club
2006 року з Артуром Джанібекяном, за прикладом російського телепроєкту Comedy Club, він створює компанію Comedy Club UA, у якій стає співвласником, генеральним продюсером та провідним резидентом. Розробляє власну творчу концепцію маркетингу та промоушену, відкриває вісім регіональних офісів компанії, яка нараховувала понад 100 працівників. За один рік Comedy Club UA заробив близько $2,3 млн. (при інвестиціях у 34 тис. дол.) [джерело?]. Перші 22 випуски вийшли в ефір з 9 вересня 2006 року по 10 лютого 2007 року на телеканалі «Інтер». У другому сезоні було 14 випусків, які транслювалися на телеканалі «1+1» з 30 березня по 8 липня 2007 року. У цьому ж році, проєкт отримує почесну творчу нагороду «Золоте перо», як найкраще телевізійне розважальне шоу України.
У 2007 році між М. Бахматовим та його колегами по бізнесу виникають суперечності у творчих та організаційних питаннях. Задля прозорої оцінки фінансового стану проєкту, вперше в телепросторі України, для проведення вичерпного незалежного аудиту запрошують авторитетну міжнародну аудиторську компанію Ernst & Young. За результатами компетентної перевірки було встановлено, що станом на серпень 2007 року, компанія Comedy Club UA коштувала 1 560 000 $. При інвестиціях у 34 000 $, її обіг у 2006—2007 рр. становив 2 300 000 $, а прибуток — 540 000 $. Але, через суттєві розбіжності у творчих намаганнях, у 2007 році М. Бахматов виходить із компанії Comedy Club UA, щоб зайнятися власними творчими телепроєктами.

### Ledokol Bakhmatov Group
У 2008 році створює компанію Ledokol Bakhmatov Group. Того ж року — 2008-му — «Лєдокол Бахматов», спільно з дизайнером та 3D художником Олексієм Мартиненком, створює компанію NII VFX (3D-анімація і пост-продакшн студія), яка стає складовою частиною Ledokol Bakhmatov Group. Також у червні 2009 року він запрошує інвестора Мохаммада Захура і створює спільну компанію Ledokol Istil. В означеному творчому тандемі були створені відомі телепроєкти.

### «Українці Афігенні»
У вересні 2008 року на телеканалі ICTV в ефір щотижня починає виходити перше українське псевдодокументальне скетч-шоу «Українці Афігенні (UA)», у якому М. Бахматов виступає автором ідеї та головним продюсером. Матеріали подавалися глядачу як документальні, хоч усі вони були вигаданими. Через певний час шоу почало виходити на телеканалі ТЕТ.

### «Шоу без назви»
У жовтні 2009 року на телеканалі «K-1» вийшло іронічно-політичне «Шоу без назви» з Кузьмою Скрябіним. Головною локацією став старий гараж, де герої обговорювали новини та проблеми. Найпопулярнішими серед телеглядачів стали головні персонажі телешоу — Єгор Лупан та Петя Бампер, які виступали в ролі кандидатів у Президенти України. Під час прямої конференції в листопаді 2009 року президент Ющенко прокоментував висунення у президенти Лупана, сприйнявши його за справжнього кандидата. Після завершення виборчої компанії, Лупан проголосив, що іде з політики і проголосив себе королем України Лупаном І.
У грудні 2009 року творча команда Бахматова виводить на політичну арену кандидата у президенти України від неіснуючої партії «40 років без урожаю» Петю Бампера. Він виступає в ролі технічного кандидата Єгора Лупана, рядовим трактористом, звичайним хлопцем з села, який постійно вкрай негативно оцінює внутрішню політику України. Обидва вигадані персонажі мали значний успіх у телеглядачів.

### «Булки»
Восени 2009 року на телеканалі М-1 починає транслюватися перше в Україні щоденне іронічно-гумористичне кулінарне телешоу «Булки» з ведучою Валерією Бордо. Протягом 5 хвилин телеглядачу в гумористичній легкій подачі пропонувалися рецепти різноманітних страв. Загалом в ефір вийшло 250 випусків телешоу.

### «П'ятниця. Вечір»
1 квітня 2010 року на телеканалі «Україна» відбулася прем'єра шоу «П'ятниця. Вечір». Співведучим Максима Бахматова став відомий музикант Валерій Харчишин. Гостями першого випуску стали Савік Шустер, Іван Дорн та Влад Яма.

## Благодійність
Восени 2014 року БФ «Серця майбутнього» та Українська біржа благодійності провели проєкт «Частинка серця», зібравши кошти на дороговартісні кардіологічні операції у важкохворих дітей. Учасник проєкту мусив прожити місяць у вітрині магазину «Цитрус» на Хрещатику, популяризуючи збір коштів. Бахматова обрали серед 200 претендентів, за 33 дні проживання у вітрині, було зібрано 1,6 млн грн для проведення 32 операцій. Цей проєкт отримав значний резонанс і висвітлювався у ЗМІ.

## Приватне життя
- Одружений, має трьох дітей.
- Батько, Бахматов Ісан Адольфович (? — 10 березня 2022) — композитор, диригент.
- Дід, Бахматов Адольф Ісаакович (1912—1991) — український архітектор і графік.
- Мати, Сердцева Алла Григорівна (нар. 16 січня 1946) — хореограф.

Захоплення: плавання. Брав участь в аматорському чемпіонаті Європи з плавання у вересні 2013 року в Ейндговені.

## Відеоматеріали
- Бахматов про майбутнє ВДНГ /Громадське телебачення/
- Максим Бахматов — Перетворення ВДНГ (Телеканал — Соціальна країна) [Архівовано 26 березня 2016 у Wayback Machine.]
- Кличка переоберуть, а Богдан з ним більше не воює — інтерв‘ю з Бахматовим, Он Воно Як [Архівовано 8 грудня 2019 у Wayback Machine.]
- «У Кварталі Зеленський був цар і бог» — інтерв'ю з Максимом Бахматовим. «Українська правда» [Архівовано 10 грудня 2019 у Wayback Machine.]
- Максим Бахматов о новой должности: «Куда ни ткни — везде будет улучшение». «Новое время» [Архівовано 1 квітня 2020 у Wayback Machine.]
- Максим Бахматов | HARD з Влащенко на телеканалі ZIK | 10.12.19 [Архівовано 11 грудня 2019 у Wayback Machine.]